# Weusten
Weusten (auch: Wösten) ist eine Region an der deutsch-niederländischen Grenze in der Grafschaft Bentheim. Angrenzende Dörfer sind Emlichheim, Laar, Hoogstede auf der deutschen und Coevorden und Schoonebeek auf der niederländischen Seite. Die vorherrschende Sprache ist ein sehr stark der niederländischen Sprache entlehntes Plattdeutsch.
Weusten wird im Norden durch den Fluss Aa von der niederländischen Nachbargemeinde Nieuw-Schoonebeek getrennt, die südliche Grenze zu den Gemeinden Emlichheim, Volzel und Ringe bildet der Coevorden-Piccardie-Kanal.
Erste Einwohner lebten in so genannten Booen. Boo ist die lokale Bezeichnung für Viehhütte. Eine Boo namens Wilhelms-Boo ist in Neuw-Schoonebeek zu besichtigen.
Einige größeren Bauernhöfe in Großringe entsandten Anfang des 20. Jahrhunderts die Boo-Herren zusammen mit ihrem Vieh zu den Booen (analog dem Almauftrieb). Das Vieh verblieb dann ganzjährig bei den Booen.
Aus den Booen sind einige heute noch bewirtschaftete Bauernhöfe entstanden.
Die Region Weusten ist stark landwirtschaftlich geprägt. Den Schwerpunkt bildet hierbei der Kartoffelanbau für die in Emlichheim angesiedelte Emsland-Stärke. Außerdem wird ein großer Teil der Flächen zur Silageerzeugung mit Mais und Gras bewirtschaftet. Die Silage wird auf den ortsansässigen Betrieben vor allem in der Bullenzucht und Milchwirtschaft verfüttert.
Der westliche Teil von Weusten heißt Emlichheimer Weusten. In dieser Gegend wird seit 1945 aus einem zwei Jahre zuvor entdeckten Vorkommen Erdöl gefördert. Der östliche Teil von Weusten heißt Ringer Weusten, Großringer Weusten, Ringer Wösten.
Weusten war in den Kriegsjahren militärisches Sperrgebiet. Aufgrund des Preisgefälles zwischen Deutschland und Holland war der Schmuggel von Handelswaren sehr ausgeprägt. Kaffee und Zigaretten galten beispielsweise lange Zeit als Phantomwährung.